# Nemertes
Nemertes (altgriechisch Νημερτής) ist in der griechischen Mythologie eine Tochter des Nereus und der Okeanide Doris und somit eine der Nereiden.
Homer erwähnt sie in der Ilias im Rahmen seiner Aufzählung der Nereiden, ebenso Hesiod in seiner Theogonie. Im Nereidenkatalog bei Hyginus Mythographus wird sie ebenfalls genannt, während sie im Katalog der Bibliotheke des Apollodor fehlt. An ihrer Stelle bietet die Bibliotheke den Namen Neomeris. In einem Scholion zu Hesiod wird νημερτής als Adjektiv („unfehlbar“) aufgefasst und auf die Nereide Pronoe bezogen, was allgemein verworfen wird.